# 蒙蒂达斯加梅莱拉斯
蒙蒂达斯加梅莱拉斯是巴西北大河州的一个市镇。总面积71.945平方公里，总人口2378人，人口密度33.1人/平方公里。